# 129186 Joshgrindlay
129186 Joshgrindlay este o planetă minoră (asteroid) din centura de asteroizi. A fost descoperită pe 13 iunie 2005 la Mount Lemmon⁠(d) de Mount Lemmon Survey⁠(d). 
Obiectul prezintă o orbită caracterizată de o semiaxă mare de 2,3617322418903 UAi, o excentricitate de 0,11, o înclinație de 7,3 ° în raport cu ecliptica.